# Чучмарев, Захарий Иванович
Захарий Иванович Чучмарев (1888—1961) — советский учёный и педагог, доктор биологических наук (1939), профессор (1927).
Автор ряда научных работ, специалист в области общей психологии, психофизиологии и психологии труда.

## Биография
Родился в 1888 году в Луганске.
Закончил экстерном гимназию в городе Луганске и работал там учителем в школах. Продолжив своё образование, окончил в 1915 году психологическое отделение философского факультета Императорского Московского университета, считал себя учеником Г. И. Челпанова.
Во время Гражданской войны в России работал в госпитале Харькова санитаром. После окончания войны, с 1923 года — научный сотрудник в созданной А. И. Геймановичем психофизиологической лаборатории Харьковского Психоневрологического института (ныне Институт неврологии, психиатрии и наркологии НАМН Украины), с 1927 года — заведующий этой лабораторией. Некоторое время работал профессором психологии в Харьковском музыкально драматическом институте (ныне Харьковский национальный университет искусств имени И. П. Котляревского). В 1929 году Захарий Чучмарев был приглашен в Москву на должность профессора Агропедагогического института при Тимирязевской сельскохозяйственной академии, где возглавил лабораторию психотехники (1930—1933 годы). После ликвидации психотехнической лаборатории преподавал психологию в Московском институте философии, литературы и истории и во 2-м Московском государственном университете.
Перед Великой Отечественной войной Захарию Ивановичу была поручена разработка закрытой темы, связанной с деятельностью военных летчиков. В результате он разработал методику определения индивидуальной длительности реакций на сигнал у летчиков и парашютистов, которая была внедрена в практику подготовки лётного состава РККА. По совокупности работ, связанных с этой проблематикой, Чучмареву в 1939 году была присуждена степень доктора биологических наук. С 1938 года работы З. И. Чучмарева были отправлены в спецхран и не публиковались в связи с тем, что в них имелись ссылки на Николая Бухарина. Только в 1988 года его труды из спецфондов были переданы в общие фонды библиотек.
За свои научные разработки в области психологии лётного труда был удостоен в 1951 году ордена Ленина. Советский психолог, профессор К. К. Платонов в своей книге «Мои личные встречи на великой дороге жизни (Воспоминания старого психолога)», о З. И. Чучмареве писал:

«Это была своеобразная личность, промелькнувшая в истории отечественной психологии и вызывавшая у каждого сталкивающегося с ним невольно чувство раздражения и двойственную оценку — творческого, но крайне тяжелого в общении человека. Возможно, это был результат нелегкого детства и юности.

…

Захару Ивановичу Чучмареву, а точнее его жене Варваре Александровне Лавровой, я обязан усвоенной мною уже в те годы экспериментально-психологической техникой.»

Умер в 1961 году в Москве, похоронен на Химкинском кладбище.